# Papa amateur
Pour plus de détails, voir Fiche technique et Distribution.
Papa amateur (Amateur Daddy) est un film dramatique américain de 1932 réalisé par John G. Blystone et écrit par Frank Dolan et Doris Malloy. Le film met en vedette Warner Baxter, Marian Nixon, Rita La Roy, William Pawley, et David Landau. Le film sort le 10 avril 1932 produit par Fox Film Corporation.

## Fiche technique
- Titre : Amateur Daddy
- Realisateur : John G. Blystone
- Scenario : Doris Malloy et Frank Dolan
- Dialogue : William Conselman
- Photographie : James Wong Howe
- Art Dir : Joseph Wright
- Montage : Louis Loeffler
- Costume : David Cox
- Son : George Leverett

## Distribution
- Warner Baxter : Jim Gladden
- Marian Nixon : Sally Smith
- Rita LaRoy : Lottie Pelgram
- William Pawley : Fred Smith
- Lucille Powers : Olive Smith
- David Landau : Sam Pelgram